# 368617 Sebastiánotero
368617 Sebastiánotero è un asteroide della fascia principale. Scoperto nel 2004, presenta un'orbita caratterizzata da un semiasse maggiore pari a 2,8082233 au e da un'eccentricità di 0,1373923, inclinata di 4,83973° rispetto all'eclittica.
L'asteroide era stato inizialmente battezzato 368617 Sebastianotero per poi essere corretto nella denominazione attuale.
L'asteroide è dedicato all'astronomo amatoriale argentino Sebastián Otero.